# Centrale der Fabriekwerkers
De Centrale der Fabriekwerkers, voordien bekend als Fabriekarbeidersbond, was een Belgische vakcentrale die aangesloten was bij de Syndikale Kommissie.

## Historiek
Reeds omstreeks 1900 waren overal in België kleine vakbonden ontstaan in diverse nijverheden. Omstreeks 1895 groepeerden ze een eerste maal te Gent in een vakbond voor Algemene Vakken en in 1905 verenigden ook in Antwerpen de fabrieksarbeiders zich in een syndicaat. Onder invloed van Christ Mahlman werd in 1908 de Fabriekarbeidersbond opgericht, die in 1910 een doorstart nam als Centrale der Fabriekwerkers.
Na de Eerste Wereldoorlog kende de organisatie een exponentiele groei, van 3.500 leden in 1913 naar 42.642 in 1919. Op 31 december 1920 fusioneerde de organisatie met de Centrale van Bouw en Hout, hieruit ontstond de Algemene Centrale der Bouw- en Ameublementarbeiders en der Gemengde Vakken van België (ACBAGVB).
Nationaal secretaris van de organisatie was August De Bruyne.

## Bekende (ex-)leden
- August De Bruyne[1]
- Frans De Geyndt[2]

- Josephina Esterbecq
- Paul Fassin

- Christ Mahlman[3]
- Isidore Smets